# Massey Ferguson 148
Massey Ferguson 148 — трактор фирмы Massey Ferguson, производился в 1972—1978 годах в Англии. Представитель стартовавшей в 1960-е годы «сотой» серии тракторов, в размерном ряду которой находится примерно посередине. Самой продаваемой моделью серии стала Massey Ferguson 135. MF148 в основном похожа на неё, но слегка длиннее и задние колёса несколько больше.

## Характеристики
Модель 148 оснащалась дизельным двигателем Perkins AD3.152 с прогрессивным, на то время, прямым впрыском топлива. Сообщалось, что мощность двигателя составляет 48 лошадиных сил, что, возможно, и обусловило номер модели. Двигатель трёхцилиндровый, объёмом 2,5 литра. Коробка передач на 8 передач прямого и 2 заднего хода. Трёхточечный гидравлический подъёмный механизм, максимальной грузоподъёмностью 1430 килограмм.